# Muerte de Atsumi Yoshikubo
Atsumi Yoshikubo (Japón, 3 de noviembre de 1968 - desaparecida el 22 de octubre de 2014 en Yellowknife, Territorios del Noroeste) fue una mujer japonesa que se encontraba en Canadá haciendo turismo y que desapareció en octubre de 2014. Hacia el mediodía del 22 de octubre de dicho año, un automovilista que pasaba por allí la vio haciendo senderismo por el sendero Ingraham, a las afueras de Yellowknife, en los Territorios del Noroeste. Varios días después, tras ver noticias en los medios de comunicación locales de que la mujer, a la que ya se identificaba con nombre y apellidos, había estado visitando la ciudad desde su casa en el sur de Japón, había desaparecido, denunció el avistamiento. Fue la última vez que se la vio con vida.
La ausencia de Yoshikubo se notó por primera vez cinco días después de ese avistamiento, cuando el personal de su hotel se dio cuenta de que no se había marchado dos días después de lo previsto. En su habitación encontraron su equipaje, aún recogido; al parecer, nunca había embarcado en su vuelo de regreso a casa. Las imágenes de la cámara de seguridad del hotel mostraban su marcha poco antes de ser vista por última vez en la carretera. Cuando las noticias se hicieron eco de este avistamiento, muchos residentes pensaron que podría haberse perdido en la vasta extensión de taiga que rodea la ciudad, y aumentaron los esfuerzos oficiales de búsqueda con sus propias incursiones en el monte.
El caso suscitó un gran interés mediático no sólo en Canadá, sino también en Japón, donde Yellowknife es un destino popular para quienes desean ver auroras boreales. Una semana después de la desaparición, la Real Policía Montada del Canadá (RCMP) anunció que suspendía la búsqueda, ya que su investigación, en cooperación con la policía japonesa, les había llevado a creer que tenía intención de quitarse la vida. Su familia, de la que estaba distanciada desde hacía tiempo, dudaba de esa conclusión y señalaba pruebas que sugerían que tenía intención de regresar.
Durante los diez meses siguientes, la policía siguió buscando el cuerpo que esperaba encontrar, utilizando zonas que ella podría haber visitado para ejercicios de entrenamiento. El 31 de agosto de 2015, un excursionista encontró algunos de sus efectos personales, junto con restos humanos, en una zona boscosa al norte de la ciudad. La Policía Montada confirmó que los objetos pertenecían a Yoshikubo, y comenzó a identificar el ADN de los fragmentos óseos. En abril de 2016 se comprobó que correspondían a la mujer, cerrándose oficialmente la investigación del caso.

## Antecedentes

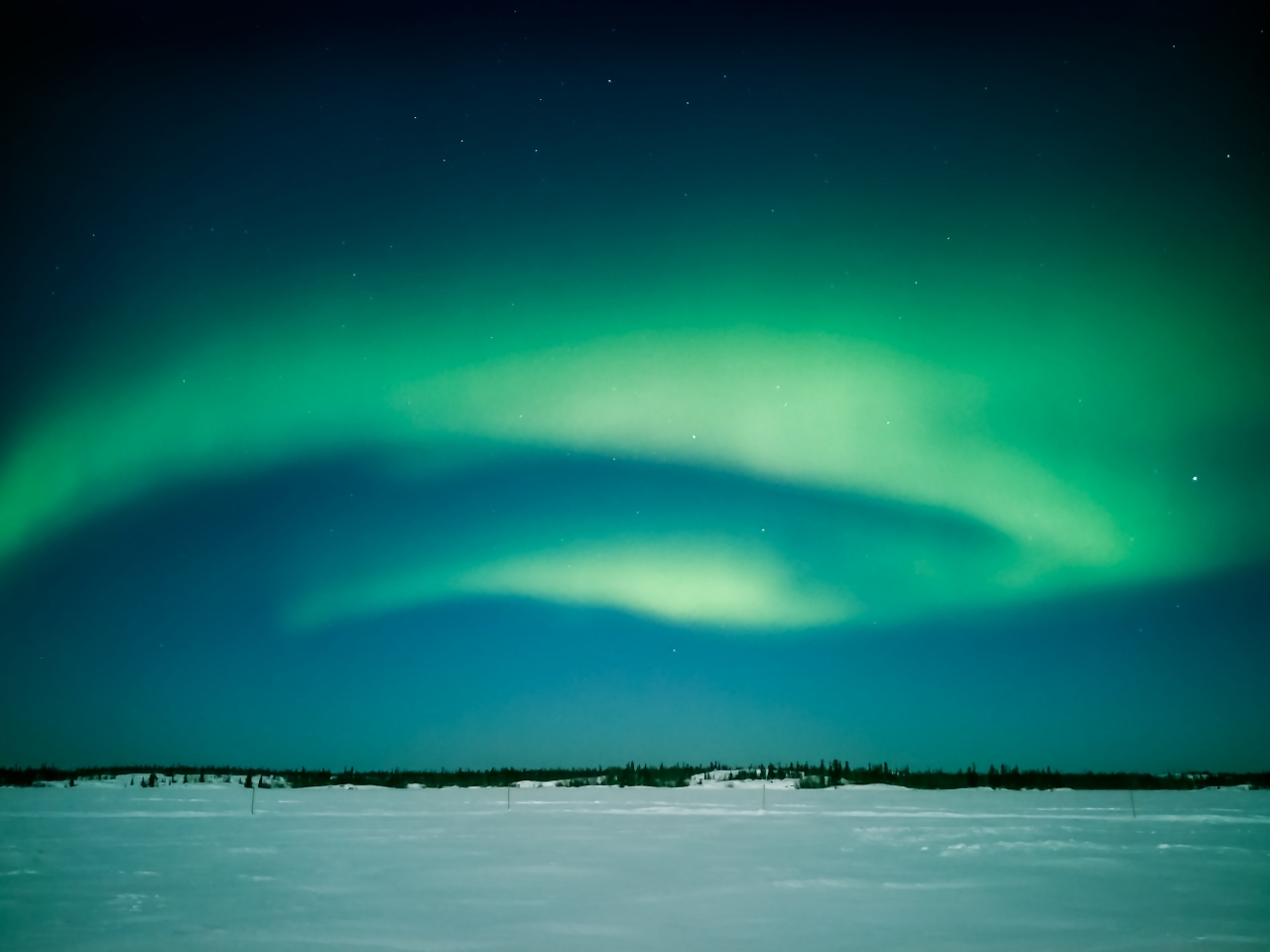
Aurora boreal observada cerca de Yellowknife.

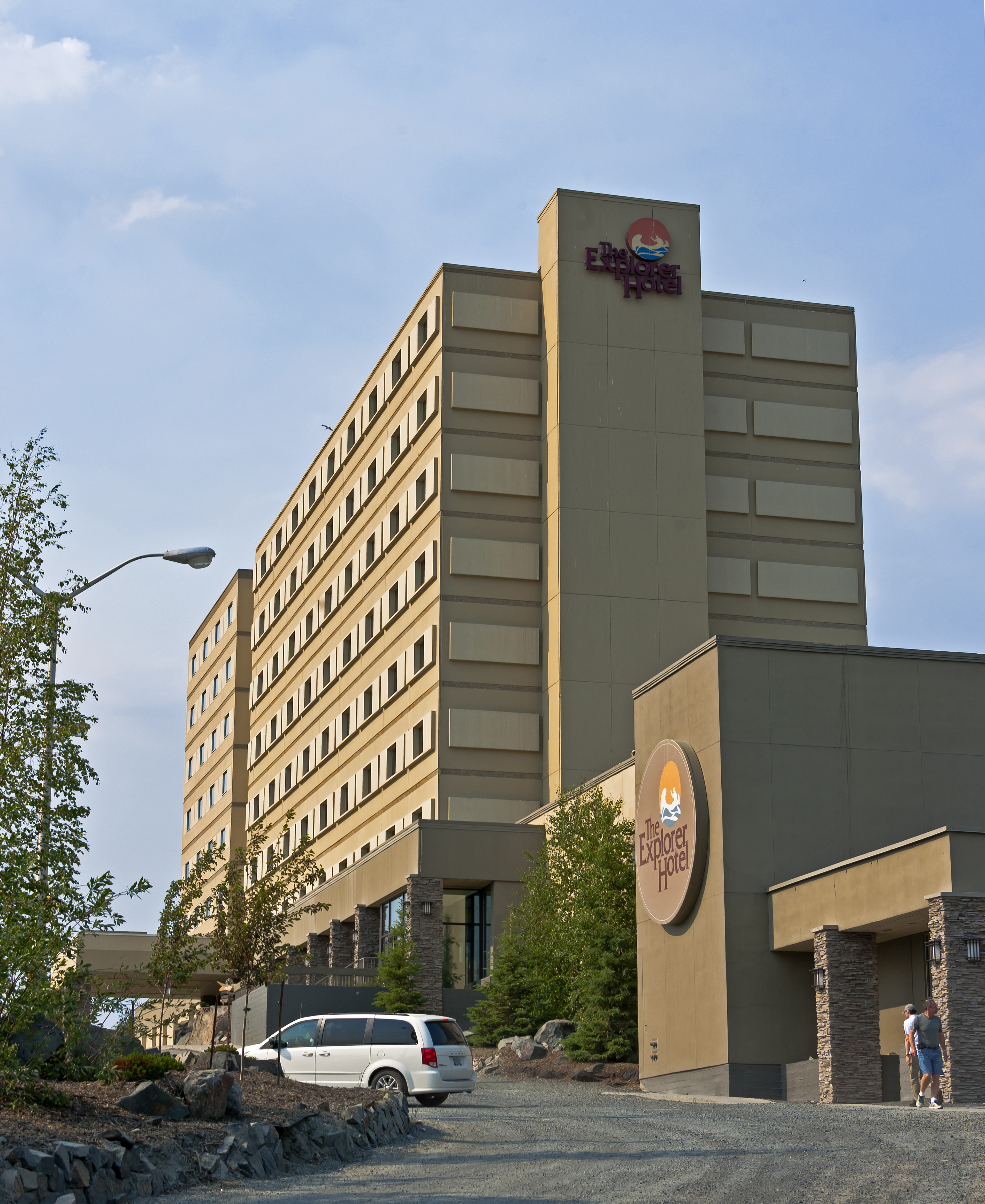
Vista del Explorer Hotel, donde se hospedaba Yoshikubo en Yellowknife.

Desde los años 1990, Yellowknife, capital de los Territorios del Noroeste de Canadá, se ha convertido en un destino popular para los turistas procedentes de Japón. Muchos vienen a ver auroras boreales; aunque localmente se cree que el folclore japonés sostiene que un niño concebido bajo ellas gozará de buena suerte y buena salud, se trata de una leyenda urbana fruto de una broma en un episodio de la serie de televisión estadounidense Northern Exposure. Aunque Alaska y Escandinavia también son atractivas por sus espectáculos aurorales, la región central canadiense, donde se ubica Yellowknife, es un lugar especialmente deseable para el turismo de auroras japonés debido a su terreno circundante, en general llano y poco desarrollado, y a su clima predominantemente despejado (pero con picos de frío) durante sus largas noches de invierno. Se calcula que el 20 % de los turistas de la ciudad proceden de Japón; muchos hoteles publican los menús de sus restaurantes tanto en japonés como en inglés.
El 17 de octubre de 2014, Yoshikubo llegó a Yellowknife sin acompañante desde su casa en la ciudad de Uto, en la isla japonesa meridional de Kyūshū, un viaje que había organizado a través de un operador turístico de Toronto. Se registró en el Explorer Hotel, el más grande de la ciudad, para pasar una semana. Tras hacerlo, preguntó si podía reservar plaza en una excursión para ver auroras y le dijeron que habían cerrado por la temporada.
Octubre y noviembre son las épocas de menor afluencia de turismo japonés a Yellowknife. Las auroras boreales no son tan visibles como en otras épocas del año y no suele haber nieve suficiente para pasear en trineo tirado por perros, otra actividad popular entre los turistas que visitan la ciudad en invierno. Sin embargo, hay suficiente para que caminar por los senderos que atraviesan el bosque boreal y los afloramientos rocosos de la ciudad y sus alrededores sea potencialmente peligroso para los visitantes no preparados y sin guía. Los propios senderos se vuelven helados y pantanosos, y la nieve hace más difícil distinguirlos de la maleza circundante.

## Desaparición
A falta de una excursión organizada, parece que Yoshikubo estableció su propio itinerario y se mantuvo sola, fuera de un plan organizado o una visita por grupos a la zona. Sin embargo, las mujeres japonesas que viajan solas a destinos turísticos populares suelen reunirse informalmente con otros turistas cuando llegan allí; Yoshikubo, sin embargo, siguió sola.
Las cámaras de seguridad de la Galería del Sol de Medianoche, una popular tienda local de regalos y souvenirs en el casco antiguo de la ciudad, grabaron su visita, sola, donde compró algunos artículos, aparentemente para regalar a otras personas, el 19 de octubre. En otro momento de ese mismo día, las cámaras del centro de información turística de la ciudad grabaron su visita, también sola. En ambas ocasiones vestía un abrigo rosa y un sombrero rosa más oscuro con pantalones negros y zapatos blancos.
Se desconocen las acciones de Yoshikubo durante los dos días siguientes. Durante la mañana del 22 de octubre, las cámaras de seguridad del Explorer la grabaron saliendo del edificio, con la misma ropa con la que había sido vista los dos días anteriores. Más tarde, sobre las 11:30 horas, Jessica Riehl, agente jubilada de la Real Policía Montada del Canadá (RCMP), vio a Yoshikubo caminando por el sendero Ingraham, entre los lagos Niven y Jackfish, cerca de los límites septentrionales de la ciudad, en una zona que estaba entonces poco urbanizada. Informó del avistamiento, la última vez que se sabe que alguien vio a Yoshikubo, varios días después, cuando se conoció la noticia de la desaparición de la japonesa (aunque no estaba completamente segura de la fecha, ya que dijo que recorre esa ruta con regularidad).
Yoshikubo nunca regresó a su hotel. Tres días después, cuando los empleados se dieron cuenta de que se había marchado sin hacer el check out o de que se había quedado más tiempo del que tenía reservado, entraron en su habitación. Dentro encontraron su equipaje, todo empaquetado. Denunciaron su desaparición a la Policía Montada, que la investigó en el Aeropuerto de Yellowknife, donde los agentes se enteraron de que tampoco había embarcado en su vuelo de vuelta a casa.

## Búsqueda
La Real Policía Montada del Canadá inició una intensa campaña de búsqueda, utilizando personal de tierra y medios aéreos para cubrir las extensiones de taiga al norte y al oeste de la ciudad, cerca de donde se había visto a Yoshikubo por última vez, o donde cabía esperar razonablemente que se hubiera dirigido a pie desde su hotel. Los residentes, temerosos de que hubiera sido víctima de un crimen en los senderos y preocupados por su lejana familia, se unieron a la búsqueda con sus propios esfuerzos informales. La búsqueda cobró mayor urgencia con la llegada del frío invernal y el alargamiento de las noches.
La desaparición y la búsqueda se convirtieron en noticia nacional, y cinco medios de comunicación japoneses enviaron equipos a Yellowknife para cubrir el suceso ante la audiencia de su país. Se temía que el incidente redujera el turismo japonés en la ciudad. De los 60 000 japoneses que habían acudido a Yellowknife para ver la aurora boreal desde 2008, ella era la primera que se daba por desaparecida, según el consulado del país en Calgary.
El 4 de noviembre, sin embargo, la RPMC suspendió la búsqueda. Basándose en lo que habían encontrado en la habitación de hotel de Yoshikubo y en la información facilitada por la policía japonesa que investigaba en Uto, creían que había «llegado a Yellowknife con un plan para adentrarse sola en la naturaleza y convertirse en una persona desaparecida». Además, afirmaron que había «tomado medidas para evitar ser detectada»; sin embargo, no quisieron dar más detalles, ya que el caso seguía abierto y su cuerpo seguía sin aparecer.
En Japón, Fuji Television informó que el hermano de Yoshikubo afirmó haber sido contactado por el Ministerio de Asuntos Exteriores del país y le contó que su hermana le había enviado una carta a una amiga, antes de partir, insinuando que planeaba suicidarse en Canadá. Si bien su hermano creía que la carta existía, admitió no haberla leído. También dudaba que su hermana, quien llevaba diez años sin contactar con él y su padre, realmente tuviera intención de morir en Yellowknife, señalando los recuerdos que le habían mostrado comprando y su billete de regreso.

## Hechos posteriores
«Siguen buscando y llevando a cabo distintas investigaciones y siguiendo las pistas que van obteniendo», declaró una portavoz de la RCMP a Northern News Services una semana después de que se suspendiera la búsqueda. «La búsqueda y el rescate han terminado. El hecho de que esa parte haya terminado no significa que nos rindamos». Los buscadores se concentraron en una zona al norte de la ciudad, utilizando perros y equipos de imagen térmica para complementar su trabajo.
El incidente conmovió profundamente a muchos residentes, tanto si participaban en la búsqueda como si no. Uno de ellos hizo firmar una tarjeta de pésame en el ayuntamiento para enviarla a la familia de Yoshikubo en Japón. «Sé que hubo un enorme apoyo local a la búsqueda y creo que es una forma de que los ciudadanos hagan saber a la familia de Atsumi en Japón que nuestros pensamientos están con su familia», dijo el concejal Dan Wong, que lo anunció en la reunión del consejo del 10 de noviembre.
Jessica Riehl, agente retirada de la Policía Montada, que fue la última persona que se sabe vio a Yoshikubo, recordó cómo se planteó preguntarle si necesitaba ayuda.

[Al pasar junto a ella [,] pensé que no sería la mejor idea para ella estando sola». Se planteó dar media vuelta y volver para ofrecerle ayuda, pero decidió no hacerlo [...] Pensaba que solo eran las 11:30 de la mañana, que estaría bien [...] Parecía que estaba haciendo turismo y hacía casi cero grados, no era un frío glacial, y su abrigo rosa le llegaba hasta las rodillas y llevaba manoplas y un gorro; estaba vestida para esa temperatura».

Tras enterarse varios días después de que se había denunciado la desaparición de la mujer, Riehl declaró: «Me sentí fatal. No dormí mucho aquella noche. Hablamos de ello en el trabajo al día siguiente y de lo importante que es escuchar esa vocecita en el hombro... Siempre me preguntaré qué pasó o si me hubiera detenido, si habría cambiado algo».
Los esfuerzos de recuperación continuaron en un clima más cálido, aunque a menor escala. Para sus ejercicios y sesiones de entrenamiento, el equipo de búsqueda y rescate de la RPMC eligió zonas de la taiga por las que podría haber pasado Yoshikubo. Mantuvieron la confidencialidad de esos lugares para asegurarse de que sólo el personal capacitado que supiera cómo procesar la escena encontrara el cuerpo, si es que había alguno.

### Motivación
Se especuló sobre la razón por la que Yoshikubo podría haber elegido morir adentrándose en la espesura de los alrededores de Yellowknife. Simon Hatcher, catedrático de Psiquiatría de la Universidad de Ottawa, afirma que la mayoría de las largas estancias en la naturaleza son una forma de suicidio temporal, del que se regresa sintiéndose mejor. «Los suicidas pueden tener la fantasía de una escapada temporal, un suicidio temporal», declaró al National Post. «Y tal vez así destaquen y alguien venga y los salve. Tal vez fuera una forma de que esta mujer pusiera a prueba su destino».
Otros se preguntaban por qué, teniendo en cuenta lugares tan populares en Japón como el bosque de Aokigahara, cerca del monte Fuji, donde se producen muchos suicidios al año debido al intenso aislamiento, para ese tipo de suicidio en la naturaleza, Yoshikubo había viajado tan lejos para el suyo. «A veces, la gente idealiza la forma de controlar su muerte y puede obsesionarse con un lugar», declaró al National Post el director de un centro de prevención de suicidios de Toronto. «Puede que esta mujer viniera a Canadá para crear cierta distancia con su familia y evitársela».

### Posibles efectos adversos en el turismo local
Inmediatamente después, se expresó la preocupación de que el incidente provocara un descenso del turismo japonés a Yellowknife, aunque no se sabría qué impacto tendría hasta el invierno, la siguiente época más popular para ver las auroras. «Esto asustará a la cultura japonesa por la desaparición de una persona», declaró el director del centro de información turística del territorio que Yoshikubo había visitado en vídeo. Sin embargo, Colin Dempsey, entonces presidente de la Asociación de Visitantes de la Frontera Norte, declaró que, aunque estaba triste por su familia por el hecho de que aparentemente hubiera encontrado su fin en la zona, entre las empresas asociadas «también hay una sensación de alivio por el hecho de que se haya descartado el juego sucio en su desaparición».
Del mismo modo, también creyó que la eliminación de la posibilidad de una muerte accidental disiparía cualquier posible preocupación. Afirmó que el centro de información no había recibido ninguna consulta de Japón sobre si la gente debería reconsiderar la posibilidad de ir a Yellowknife como consecuencia de la desaparición. El director de dos operadores turísticos locales afirmó, asimismo, que no se habían producido cancelaciones por parte de turistas japoneses.
Entre la pequeña comunidad japonesa-canadiense de la ciudad, la mayoría de los cuales se ganan la vida en negocios que atienden a ese mercado turístico concreto, existía cierta preocupación por que japoneses con inclinaciones suicidas similares intentaran emularla. Un operador turístico dudaba de esa posibilidad, señalando que los costes de viajar a Yellowknife eran demasiado elevados. Sin embargo, afirmó que él y sus colegas debían estar más atentos para disuadir a los visitantes japoneses de salir solos por la noche al monte, ya que podían perderse como temía que hubiera hecho Yoshikubo.
En diciembre, estas preocupaciones resultaron infundadas. Los operadores turísticos afirmaron que, de hecho, no sólo no había descendido el número de visitantes, sino que había aumentado con respecto al año anterior. «No ha tenido ninguna repercusión», afirma el propietario de una perrera, que calcula que la mitad de su negocio procede de Japón.

## Descubrimiento de los restos e identificación
A principios de septiembre de 2015, la Policía Montada del Canadá anunció que un excursionista en una zona frente al Ingraham, al norte de la ciudad, había encontrado efectos personales que se confirmó que eran de Yoshikubo. Junto con los efectos había restos humanos. Sin embargo, según la agencia, podrían pasar meses de pruebas forenses antes de que se pudiera determinar si esos restos eran suyos o no. En abril de 2016, la RCMP confirmó que los restos eran los de Yoshikubo y anunció que el caso estaba cerrado. Dado que solo quedaban fragmentos óseos, no podrían realizar una autopsia.